# بلورات شاركو - لايدن

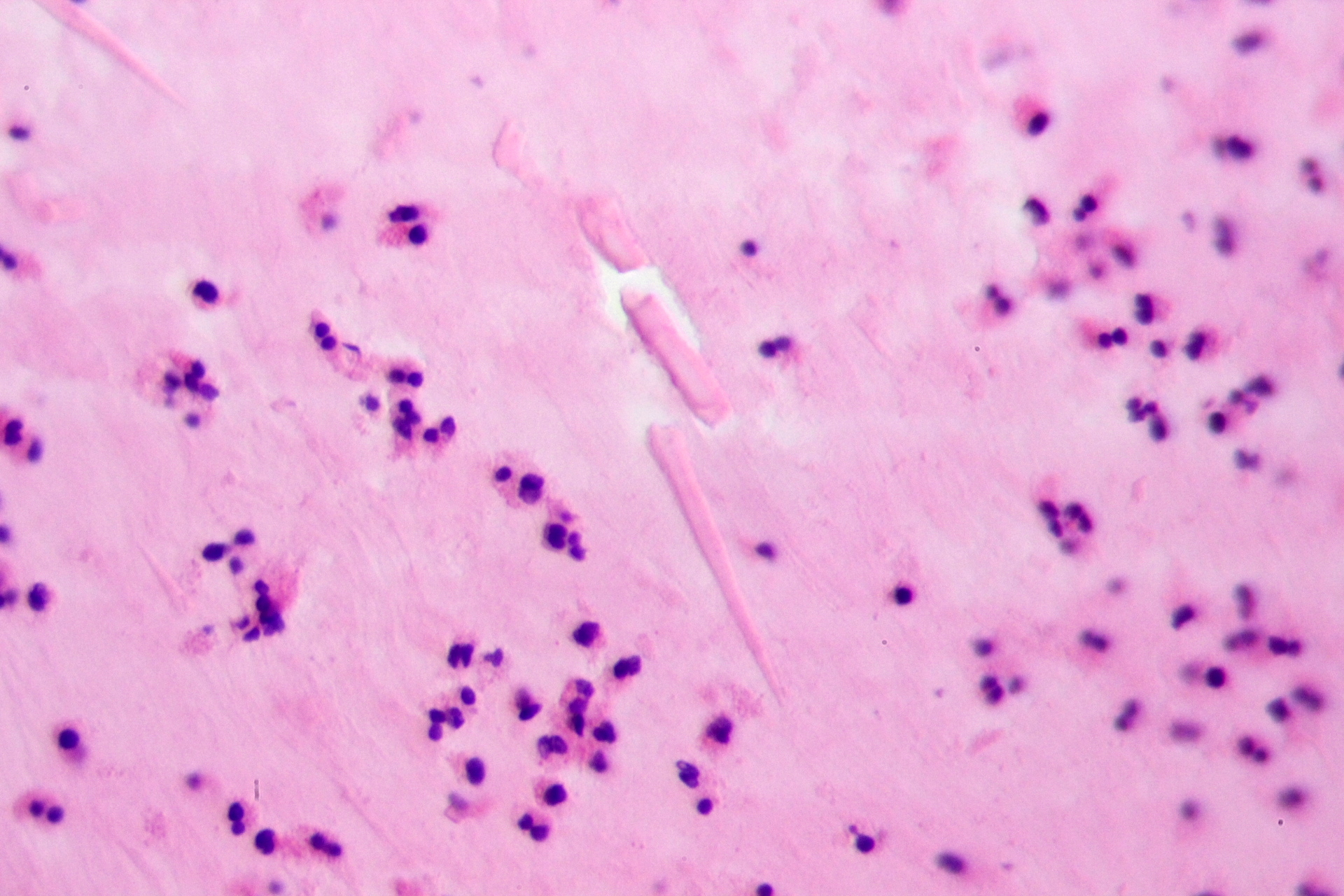

بلورات شاركو - لايدن هي بلورات مجهرية توجد لدى الأشخاص الذين يعانون من أمراض الحساسية مثل الربو أو الالتهابات الطفيلية مثل الالتهاب الرئوي الطفيلي أو داء الصفر.
تتفاعل بلورات شاركو - لايدن (CLC) (جين) مع يوزينِيَّة إنزيم لِيزُوفُسْفوليبس.

## المظهر
تختلف البلورات من ناحية الحجم وقد يصل طولها إلى 50 ميكرومتر. تكون بلورات شاركو - لايدن رفيعة وحادة من الطرفين، وتتكون من زوج من الأهرام سداسية الشكل المرتبطة مع بعضها من جهة القاعدة. كما أنها في العادة عديمة اللون، وهي ملونة باللون الأحمر الأرجواني بواسطة طريقة تلوين ثلاثية الألوان. وتتكون من إنزيم لِيزُوفُسْفوليبس، وهو إنزيم مركب من يوزينِيَّات وينتج من خلال انفصال هذه الخلايا.

## الأهمية السريرية
تدل على أن المرض يحوي التهابًا أو تمددًا يوزينيًا، كما هو الحال في أمراض الحساسية وحالات العدوى الطفيلية.
وغالبًا ما نجد بلورات شاركو - لايدن بشكل باثولوجي في مرضى الربو.

## نبذة تاريخية
فريدريش ألبرت فون زينكار كان أول من لاحظ هذه البلورات، في عام 1851، وبعد ذلك وصفها بشكل مشترك كل من جين-مارتين شارلوت و شارلز- فيلبي روبين في عام 1853، ثم أيرنست فيكتور فون لايدن في عام 1872.

## وصلات خارجية
- Tulane Lung pathology نسخة محفوظة 8 أكتوبر 2010 على موقع واي باك مشين.
- Charcot Leyden crystals at UDEL